# Тропічна лихоманка (фільм)
«Тропічна лихоманка», також «Лихоманка джунглів» (англ. Jungle Fever) — американська драма 1991 року.

## Сюжет
Чорношкірий процвітаючий архітектор Фліппер закохується в свою нову секретарку, італійку Енжі, і зраджує свою дружину. Розповівши про це своєму другу Сайрусу, він не бере до уваги, що дружина одного є подругою його власної дружини. Стається сімейна сварка, і Фліппер опиняється на вулиці. Енджі розриває відносини зі своїм хлопцем Полі і, прийшовши додому, піддається побиттю з боку батька на ґрунті расової ненависті. Опинившись удвох, Фліппер і Енжі намагаються почати спільне життя, нехтуючи при цьому всіма расовими забобонами.

## У ролях
- Веслі Снайпс — Фліппер Пуріфай
- Аннабелла Шіорра — Енджі Туччі
- Спайк Лі — Сайрус
- Оссі Девіс — преподобний доктор Пуріфай
- Рубі Ді — Люсінда Пуріфай
- Семюел Л. Джексон — Гатор Пуріфай
- Лонетт МакКі — Дрю
- Джон Туртурро — Полі Карбоні
- Френк Вінсент — Майк Туччі
- Ентоні Квінн — Лу Карбоні
- Геллі Беррі — Вів'єн
- Тайра Феррелл — Орін Гуд
- Вероніка Вебб — Вера
- Вероніка Тімберс — Мін
- Девід Дундара — Чарлі Туччі
- Майкл Імперіолі — Джеймс Туччі
- Ніколас Туртурро — Вінні
- Стівен Рандаццо — Сонні
- Джо Д'Онофріо — Патті
- Майкл Бадалукко — Френкі Боц
- Ентоні Ночеріно — Вішей
- Дебі Мазар — Деніз
- Джина Мастроджакомо — Луїза
- Тім Роббінс — Джеррі
- Бред Дуріф — Леслі
- Філліс Івонн Стікні — Нільда
- Тереза Рендл — Інес
- Памела Тайсон — Анжела
- Рік Айелло — офіцер Лонг
- Мігель Сандовал — офіцер Понте